# Dammam
Dammam (arapski: الدمام Ad Damām) je grad u Saudijskoj Arabiji.

## Zemljopis
Grad se nalazi u Istočnoj pokrajini Saudijske Arabije na obali Perzijskog zaljeva, regije najbogatije naftom na svijetu. Sudski i upravni organi pokrajine te nekoliko vladinih odjela nalaze se u gradu. Dammam je najveći grad u Istočnoj pokrajini i peti najveći u Saudijskoj Arabiji, nakon Riyadha, Jeddaha, Meke i Medine. Važano je komercijalno središte i luka.
Dvadeset kilometara od grada nalazi se zračna luka Kralja Fahda najveća zračna luka u svijetu u pogledu površine (oko 780 km²).
Na obali Perzijskog zaljeva nalazi se Luka Kralja Abdul Aziza druga po prometu u zemlji nakon Jeddaha.

## Klima
Dammam ima aridnu klimu s malo padalina i velikim temperaturama. Za razliku od drugih gradova Saudijske Arabije, Dammam zadržava svoju toplu temperaturu zimi, što može biti u rasponu od +10 °C do +22 °C. Međutim, temperatura redovito pada na oko 0°C nekoliko dana. Ljetne temperature su vrlo visoke i vruće 40 °C, a nekoliko dana dostižu i 50 °C. Iako se prosječne ljetne temperature kreću između 40°C do 45°C.
Kiša u Dammamu općenito je rijetka, a obično se javlja u malim količinama u prosincu.

## Vanjske poveznice
- Službena stranica grada